# Campeonato de Primera B 1987-88 (Argentina)
El Campeonato de Primera División B 1987-88 fue la quincuagésima quinta temporada del campeonato de Primera B y la segunda como tercera categoría del fútbol argentino. Fue disputado entre el 1 de agosto de 1987 y el 16 de abril de 1988.
Se incorporaron para el torneo Deportivo Laferrere y Talleres (RdE), campeón y segundo ascendido de la Primera C, respectivamente. No hubo ningún equipo agregado del Nacional B, ya que todos los descensos correspondieron a la Zona Interior y no a la Metropolitana.
El campeón fue Talleres (RdE), luego de jugar un partido de desempate frente a Almagro. Fue el único ascendido ya que ninguno de los clubes de la categoría logró ganar alguno de los zonales disputados. Con la obtención de este campeonato y su correspondiente ascenso a la Primera B Nacional, Talleres ganó el derecho a disputar un reducido por la posibilidad de obtener una plaza a la Primera División, torneo que finalmente fuera ganado por San Martín de Tucumán.
Asimismo, el torneo determinó el descenso de Berazategui que fue uno de los últimos dos promedios en la tabla de descenso y perdió en las semifinales del cuadrangular por la permanencia.

## Ascensos y descensos
| Posición | Descendidos de la Primera B 1986-87 |
| -------- | ----------------------------------- |
| 17.º     | Comunicaciones                      |
| 18.º     | Dock Sud                            |

| Posición  | Ascendidos de la Primera C 1986-87 |
| --------- | ---------------------------------- |
| 1.°       | Deportivo Laferrere                |
| Gan. Red. | Talleres (RdE)                     |

| Posición     | Ascendidos al Nacional B 1987-88 |
| ------------ | -------------------------------- |
| 1.°          | Quilmes                          |
| Gan. Z. Sur. | Almirante Brown                  |

| Descendidos del Nacional B 1986-87 |
| ---------------------------------- |
| No hubo                            |

- De esta manera, el número de equipos participantes se redujo a 16.

## Equipos participantes
| Equipo                 | Ciudad                | Estadio                       | Capacidad |
| ---------------------- | --------------------- | ----------------------------- | --------- |
| All Boys               | Buenos Aires          | Islas Malvinas                | 12.000    |
| Almagro                | Tres de Febrero       | Tres de Febrero               | 18.000    |
| Argentino              | Rosario               | José Martín Olaeta            | 6800      |
| Arsenal                | Sarandí               | Julio Humberto Grondona       | 5900      |
| Atlanta                | Buenos Aires          | Don León Kolbowsky            | 34.000    |
| Berazategui            | Berazategui           | Norman Lee                    | 5500      |
| Defensores de Belgrano | Buenos Aires          | Juan Pasquale                 | 9000      |
| Deportivo Laferrere    | Gregorio de Laferrere | Ciudad de Laferrere           | 10.000    |
| Deportivo Merlo        | Parque San Martín     | José Manuel Moreno            | 8500      |
| Deportivo Morón        | Morón                 | Francisco Urbano              | 19.000    |
| El Porvenir            | Gerli                 | Enrique de Roberts            | 14.000    |
| Estudiantes            | Caseros               | Ciudad de Caseros             | 16.500    |
| Nueva Chicago          | Buenos Aires          | Nueva Chicago                 | 25.000    |
| San Miguel             | San Miguel            | Malvinas Argentinas           | 6800      |
| Talleres               | Remedios de Escalada  | Talleres                      | 9500      |
| Villa Dálmine          | Campana               | El Coliseo de Mitre y Puccini | 12.000    |

### Distribución geográfica de los equipos
| Región                                   | Cant. | Equipos |
| ---------------------------------------- | ----- | --- |
| Conurbano bonaerense                     | 10    | Almagro, Arsenal, Berazategui, Deportivo Laferrere, Deportivo Merlo, Deportivo Morón, El Porvenir, Estudiantes, San Miguel y Talleres (RdE) |
| Ciudad de Buenos Aires                   | 4     | All Boys, Atlanta, Defensores de Belgrano y Nueva Chicago                                                                                   |
| Interior de la provincia de Buenos Aires | 1     | Villa Dálmine |
| Ciudad de Rosario                        | 1     | Argentino |

## Formato

### Competición
Se disputó un torneo de 30 fechas por el sistema de todos contra todos, ida y vuelta.

### Ascensos
El campeón ascendió directamente. El equipo ubicado en el segundo puesto de la tabla de posiciones final clasificó al Zonal Sureste, mientras que los ubicados en el tercer y cuarto puesto disputaron el Zonal Noroeste. Los equipos ubicados entre el quinto y el duodécimo puesto disputaron un Torneo Reducido para obtener el segundo cupo al Zonal Sureste.

### Descensos
Los equipos que ocuparon los dos últimos puestos de la tabla de promedios disputaron el Torneo Permanencia con dos equipos de la Primera C, produciéndose un solo descenso.

## Tabla de posiciones
| Pos  | Equipo                 | Pts | PJ | PG | PE | PP | GF | GC | Dif |
| ---- | ---------------------- | --- | -- | -- | -- | -- | -- | -- | --- |
| 01.º | Talleres (RdE)         | 38  | 30 | 13 | 12 | 5  | 38 | 23 | 15  |
| 01.º | Almagro                | 38  | 30 | 15 | 8  | 7  | 45 | 26 | 19  |
| 03.º | Nueva Chicago          | 36  | 30 | 10 | 16 | 4  | 40 | 25 | 15  |
| 04.º | Deportivo Morón        | 36  | 30 | 13 | 10 | 7  | 34 | 27 | 7   |
| 05.º | San Miguel             | 35  | 30 | 12 | 11 | 7  | 40 | 34 | 6   |
| 06.º | Arsenal                | 31  | 30 | 10 | 11 | 9  | 41 | 38 | 3   |
| 07.º | El Porvenir            | 31  | 30 | 7  | 17 | 6  | 30 | 28 | 2   |
| 08.º | Atlanta                | 29  | 30 | 10 | 9  | 11 | 35 | 38 | -3  |
| 09.º | Estudiantes            | 28  | 30 | 10 | 8  | 12 | 36 | 33 | 3   |
| 10.º | All Boys               | 28  | 30 | 10 | 8  | 12 | 32 | 44 | -12 |
| 11.º | Villa Dalmine          | 28  | 30 | 9  | 9  | 12 | 32 | 31 | 1   |
| 12.º | Deportivo Merlo        | 27  | 30 | 10 | 7  | 13 | 41 | 45 | -4  |
| 13.º | Argentino (R)          | 26  | 30 | 6  | 14 | 10 | 30 | 39 | -9  |
| 14.º | Berazategui            | 25  | 30 | 9  | 7  | 14 | 30 | 41 | -11 |
| 15.º | Deportivo Laferrere    | 24  | 30 | 7  | 10 | 13 | 24 | 41 | -17 |
| 16.º | Defensores de Belgrano | 21  | 30 | 5  | 11 | 14 | 28 | 43 | -15 |

|  |                                                                                |
|  | Ganó el partido desempate por el ascenso al Nacional B.                        |
|  | Perdió el partido desempate por el ascenso. Clasificó al Torneo Zonal Sureste. |
|  | Clasificados al Torneo Zonal Noroeste.                                         |
|  | Clasificados al Torneo reducido por un lugar en el Torneo Zonal Sureste.       |

### Desempate por el título
| Partido 1 | Partido 1   | Partido 1      | Partido 1         | Partido 1          | Partido 1 |
| Equipo 1  | Resultado   | Equipo 2       | Estadio           | Fecha              |           |
| --------- | ----------- | -------------- | ----------------- | ------------------ | --------- |
| Almagro   | (3)1 - 1(5) | Talleres (RdE) | Tomás Adolfo Ducó | 3 de abril de 1988 |           |

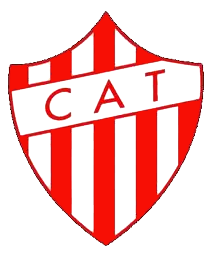
Club Atlético Talleres Campeón de Primera B 1987-88 (1.º título). Ascendido al Nacional B.

## Torneo reducido
Participaron 8 equipos, el ganador clasificó al Torneo Zonal Sureste.

### Cuadro de desarrollo
|  | Cuartos de final         | Cuartos de final         | Cuartos de final         | Cuartos de final         |   |             | Semifinales    | Semifinales    | Semifinales    | Semifinales    |  |         | Final            | Final            | Final            | Final            |  |
|  | 29 de marzo y 3 de abril | 29 de marzo y 3 de abril | 29 de marzo y 3 de abril | 29 de marzo y 3 de abril |   |             | 6 y 9 de abril | 6 y 9 de abril | 6 y 9 de abril | 6 y 9 de abril |  |         | 13 y 16 de abril | 13 y 16 de abril | 13 y 16 de abril | 13 y 16 de abril |  |
|  |                          |                          |                          |                          |   |             |                |                |                |                |  |         |                  |                  |                  |                  |  |
|  |                          |                          |                          |                          |   |             |                |                |                |                |  |         |                  |                  |                  |                  |  |
|  | Deportivo Merlo          | 2                        | 2                        | 4                        |   |             |                |                |                |                |  |         |                  |                  |                  |                  |  |
|  | Deportivo Merlo          | 2                        | 2                        | 4                        |   |             |                |                |                |                |  |         |                  |                  |                  |                  |  |
|  | San Miguel               | 2                        | 1                        | 3                        |   |             |                |                |                |                |  |         |                  |                  |                  |                  |  |
|  | San Miguel               | 2                        | 1                        | 3                        |   | Arsenal     | 1              | 2              | 3              |                |  |         |                  |                  |                  |                  |  |
|  |                          |                          |                          |                          |   | Arsenal     | 1              | 2              | 3              |                |  |         |                  |                  |                  |                  |  |
|  |                          |                          | Deportivo Merlo          | 0                        | 1 | 1           |                |                |                |                |  |         |                  |                  |                  |                  |  |
|  | Arsenal (v.d.)           | 2                        | Deportivo Merlo          | 0                        | 1 | 1           | 1              | 3              |                |                |  |         |                  |                  |                  |                  |  |
|  | Arsenal (v.d.)           | 2                        |                          |                          |   |             |                |                |                |                |  |         |                  |                  |                  |                  |  |
|  | Villa Dálmine            | 1                        | 2                        | 3                        |   |             |                |                |                |                |  |         |                  |                  |                  |                  |  |
|  | Villa Dálmine            | 1                        | 2                        | 3                        |   |             |                |                |                |                |  | Arsenal | 1                | 0                | 1                |                  |  |
|  |                          |                          |                          |                          |   |             |                |                |                |                |  | Arsenal | 1                | 0                | 1                |                  |  |
|  |                          |                          | El Porvenir              | 2                        | 1 | 3           |                |                |                |                |  |         |                  |                  |                  |                  |  |
|  | El Porvenir (v.d.)       | 1                        | El Porvenir              | 2                        | 1 | 3           | 2              | 3              |                |                |  |         |                  |                  |                  |                  |  |
|  | El Porvenir (v.d.)       | 1                        |                          |                          |   |             |                |                |                |                |  |         |                  |                  |                  |                  |  |
|  | All Boys                 | 2                        | 1                        | 3                        |   |             |                |                |                |                |  |         |                  |                  |                  |                  |  |
|  | All Boys                 | 2                        | 1                        | 3                        |   | El Porvenir | 0              | 2              | 2              |                |  |         |                  |                  |                  |                  |  |
|  |                          |                          |                          |                          |   | El Porvenir | 0              | 2              | 2              |                |  |         |                  |                  |                  |                  |  |
|  |                          |                          | Estudiantes              | 0                        | 0 | 0           |                |                |                |                |  |         |                  |                  |                  |                  |  |
|  | Atlanta                  | 0                        | Estudiantes              | 0                        | 0 | 0           | 1              | 1              |                |                |  |         |                  |                  |                  |                  |  |
|  | Atlanta                  | 0                        |                          |                          |   |             |                |                |                |                |  |         |                  |                  |                  |                  |  |
|  | Estudiantes              | 3                        | 1                        | 4                        |   |             |                |                |                |                |  |         |                  |                  |                  |                  |  |
|  | Estudiantes              | 3                        | 1                        | 4                        |   |             |                |                |                |                |  |         |                  |                  |                  |                  |  |
|  |                          |                          |                          |                          |   |             |                |                |                |                |  |         |                  |                  |                  |                  |  |

- Nota: En cada llave, el equipo que ocupa la primera línea es el que definió la serie como local y tuvo ventaja deportiva.

## Torneo zonal

### Zonal Noroeste
|  | Cuartos de final                               | Cuartos de final | Cuartos de final                               | Cuartos de final | Cuartos de final |                                                |                | Semifinales | Semifinales | Semifinales | Semifinales |  |                                    | Final          | Final | Final | Final |  |
|  |                                                |                  |                                                |                  |                  |                                                |                |             |             |             |             |  |                                    |                |       |       |       |  |
|  |                                                |                  |                                                |                  |                  |                                                |                |             |             |             |             |  |                                    |                |       |       |       |  |
|  | Bandera de la Provincia de Entre Ríos          | Belgrano (P)     | 0                                              | 2                |                  |                                                |                |             |             |             |             |  |                                    |                |       |       |       |  |
|  | Bandera de la Provincia de Entre Ríos          | Belgrano (P)     | 0                                              | 2                |                  |                                                |                |             |             |             |             |  |                                    |                |       |       |       |  |
|  | Bandera de la Provincia de Tucumán             | San Martín (T)   | 0                                              | 6                |                  |                                                |                |             |             |             |             |  |                                    |                |       |       |       |  |
|  | Bandera de la Provincia de Tucumán             | San Martín (T)   | 0                                              | 6                |                  | Bandera de la Provincia de Tucumán             | San Martín (T) | 1           | 1           |             |             |  |                                    |                |       |       |       |  |
|  |                                                |                  |                                                |                  |                  | Bandera de la Provincia de Tucumán             | San Martín (T) | 1           | 1           |             |             |  |                                    |                |       |       |       |  |
|  |                                                |                  | Bandera de la Provincia de Córdoba             | Sarmiento (L)    | 0                | 1                                              |                |             |             |             |             |  |                                    |                |       |       |       |  |
|  | Bandera de la Provincia de Córdoba             | Sarmiento (L)    | Bandera de la Provincia de Córdoba             | Sarmiento (L)    | 0                | 1                                              | 0              | 1           | (4)         |             |             |  |                                    |                |       |       |       |  |
|  | Bandera de la Provincia de Córdoba             | Sarmiento (L)    |                                                |                  |                  |                                                |                |             | (4)         |             |             |  |                                    |                |       |       |       |  |
|  | Bandera de la Provincia de Buenos Aires        | Deportivo Morón  | 0                                              | 1                | (3)              |                                                |                |             |             |             |             |  |                                    |                |       |       |       |  |
|  | Bandera de la Provincia de Buenos Aires        | Deportivo Morón  | 0                                              | 1                | (3)              |                                                |                |             |             |             |             |  | Bandera de la Provincia de Tucumán | San Martín (T) | 5     | 0     |       |  |
|  |                                                |                  |                                                |                  |                  |                                                |                |             |             |             |             |  | Bandera de la Provincia de Tucumán | San Martín (T) | 5     | 0     |       |  |
|  |                                                |                  | Bandera de la Provincia de Santiago del Estero | Güemes           | 1                | 1                                              |                |             |             |             |             |  |                                    |                |       |       |       |  |
|  | Bandera de la Provincia de Santiago del Estero | Güemes           | Bandera de la Provincia de Santiago del Estero | Güemes           | 1                | 1                                              | 0              | 3           |             |             |             |  |                                    |                |       |       |       |  |
|  | Bandera de la Provincia de Santiago del Estero | Güemes           |                                                |                  |                  |                                                |                |             |             |             |             |  |                                    |                |       |       |       |  |
|  | Bandera de la Ciudad de Buenos Aires           | Nueva Chicago    | 0                                              | 2                |                  |                                                |                |             |             |             |             |  |                                    |                |       |       |       |  |
|  | Bandera de la Ciudad de Buenos Aires           | Nueva Chicago    | 0                                              | 2                |                  | Bandera de la Provincia de Santiago del Estero | Güemes         | 1           | 2           |             |             |  |                                    |                |       |       |       |  |
|  |                                                |                  |                                                |                  |                  | Bandera de la Provincia de Santiago del Estero | Güemes         | 1           | 2           |             |             |  |                                    |                |       |       |       |  |
|  |                                                |                  | Bandera de la Provincia del Chaco              | Sarmiento (R)    | 1                | 1                                              |                |             |             |             |             |  |                                    |                |       |       |       |  |
|  | Bandera de la Provincia del Chaco              | Sarmiento (R)    | Bandera de la Provincia del Chaco              | Sarmiento (R)    | 1                | 1                                              | 4              | 2           |             |             |             |  |                                    |                |       |       |       |  |
|  | Bandera de la Provincia del Chaco              | Sarmiento (R)    |                                                |                  |                  |                                                |                |             |             |             |             |  |                                    |                |       |       |       |  |
|  | Bandera de la Provincia de Jujuy               | Talleres (P)     | 1                                              | 3                |                  |                                                |                |             |             |             |             |  |                                    |                |       |       |       |  |
|  | Bandera de la Provincia de Jujuy               | Talleres (P)     | 1                                              | 3                |                  |                                                |                |             |             |             |             |  |                                    |                |       |       |       |  |
|  |                                                |                  |                                                |                  |                  |                                                |                |             |             |             |             |  |                                    |                |       |       |       |  |

Nota: Los equipos que figuran en la línea superior de cada cruce, iniciaron las llaves como locales.

### Zonal Sudeste
|  | Cuartos de final                        | Cuartos de final   | Cuartos de final                        | Cuartos de final |   |                                         | Semifinales      | Semifinales | Semifinales | Semifinales | Semifinales |  |                                         | Final  | Final | Final | Final |  |
|  |                                         |                    |                                         |                  |   |                                         |                  |             |             |             |             |  |                                         |        |       |       |       |  |
|  |                                         |                    |                                         |                  |   |                                         |                  |             |             |             |             |  |                                         |        |       |       |       |  |
|  | Bandera de la Provincia de Buenos Aires | El Porvenir        | 2                                       | 0                |   |                                         |                  |             |             |             |             |  |                                         |        |       |       |       |  |
|  | Bandera de la Provincia de Buenos Aires | El Porvenir        | 2                                       | 0                |   |                                         |                  |             |             |             |             |  |                                         |        |       |       |       |  |
|  | Bandera de la Provincia de Mendoza      | San Martín (M)     | 0                                       | 3                |   |                                         |                  |             |             |             |             |  |                                         |        |       |       |       |  |
|  | Bandera de la Provincia de Mendoza      | San Martín (M)     | 0                                       | 3                |   | Bandera de la Provincia de Mendoza      | San Martín (M)   | 2           | 1           |             |             |  |                                         |        |       |       |       |  |
|  |                                         |                    |                                         |                  |   | Bandera de la Provincia de Mendoza      | San Martín (M)   | 2           | 1           |             |             |  |                                         |        |       |       |       |  |
|  |                                         |                    | Bandera de la Provincia de Buenos Aires | Olimpo           | 4 | 5                                       |                  |             |             |             |             |  |                                         |        |       |       |       |  |
|  | Bandera de la Provincia del Chubut      | Argentinos del Sud | Bandera de la Provincia de Buenos Aires | Olimpo           | 4 | 5                                       | 0                | 0           |             |             |             |  |                                         |        |       |       |       |  |
|  | Bandera de la Provincia del Chubut      | Argentinos del Sud |                                         |                  |   |                                         |                  |             |             |             |             |  |                                         |        |       |       |       |  |
|  | Bandera de la Provincia de Buenos Aires | Olimpo             | 5                                       | 4                |   |                                         |                  |             |             |             |             |  |                                         |        |       |       |       |  |
|  | Bandera de la Provincia de Buenos Aires | Olimpo             | 5                                       | 4                |   |                                         |                  |             |             |             |             |  | Bandera de la Provincia de Buenos Aires | Olimpo | 1     | 0     |       |  |
|  |                                         |                    |                                         |                  |   |                                         |                  |             |             |             |             |  | Bandera de la Provincia de Buenos Aires | Olimpo | 1     | 0     |       |  |
|  |                                         |                    | Bandera de la Provincia de Buenos Aires | Estación Quequén | 1 | 1                                       |                  |             |             |             |             |  |                                         |        |       |       |       |  |
|  | Bandera de la Provincia del Río Negro   | Sol de Mayo        | Bandera de la Provincia de Buenos Aires | Estación Quequén | 1 | 1                                       | 2                | 2           |             |             |             |  |                                         |        |       |       |       |  |
|  | Bandera de la Provincia del Río Negro   | Sol de Mayo        |                                         |                  |   |                                         |                  |             |             |             |             |  |                                         |        |       |       |       |  |
|  | Bandera de la Provincia de Buenos Aires | Estación Quequén   | 1                                       | 4                |   |                                         |                  |             |             |             |             |  |                                         |        |       |       |       |  |
|  | Bandera de la Provincia de Buenos Aires | Estación Quequén   | 1                                       | 4                |   | Bandera de la Provincia de Buenos Aires | Estación Quequén | 1           | 0           | (8)         |             |  |                                         |        |       |       |       |  |
|  |                                         |                    |                                         |                  |   | Bandera de la Provincia de Buenos Aires | Estación Quequén | 1           | 0           | (8)         |             |  |                                         |        |       |       |       |  |
|  |                                         |                    | Bandera de la Provincia de Buenos Aires | Almagro          | 0 | 1                                       | (7)              |             |             |             |             |  |                                         |        |       |       |       |  |
|  | Bandera de la Provincia de Mendoza      | Argentino (M)      | Bandera de la Provincia de Buenos Aires | Almagro          | 0 | 1                                       | (7)              | 0           | 2           |             |             |  |                                         |        |       |       |       |  |
|  | Bandera de la Provincia de Mendoza      | Argentino (M)      |                                         |                  |   |                                         |                  |             |             |             |             |  |                                         |        |       |       |       |  |
|  | Bandera de la Provincia de Buenos Aires | Almagro            | 0                                       | 3                |   |                                         |                  |             |             |             |             |  |                                         |        |       |       |       |  |
|  | Bandera de la Provincia de Buenos Aires | Almagro            | 0                                       | 3                |   |                                         |                  |             |             |             |             |  |                                         |        |       |       |       |  |
|  |                                         |                    |                                         |                  |   |                                         |                  |             |             |             |             |  |                                         |        |       |       |       |  |

Nota: Los equipos que figuran en la línea superior de cada cruce, iniciaron las llaves como locales.

### Ascendidos a la B Nacional

Club Atlético San Martín (Torneo del Interior)
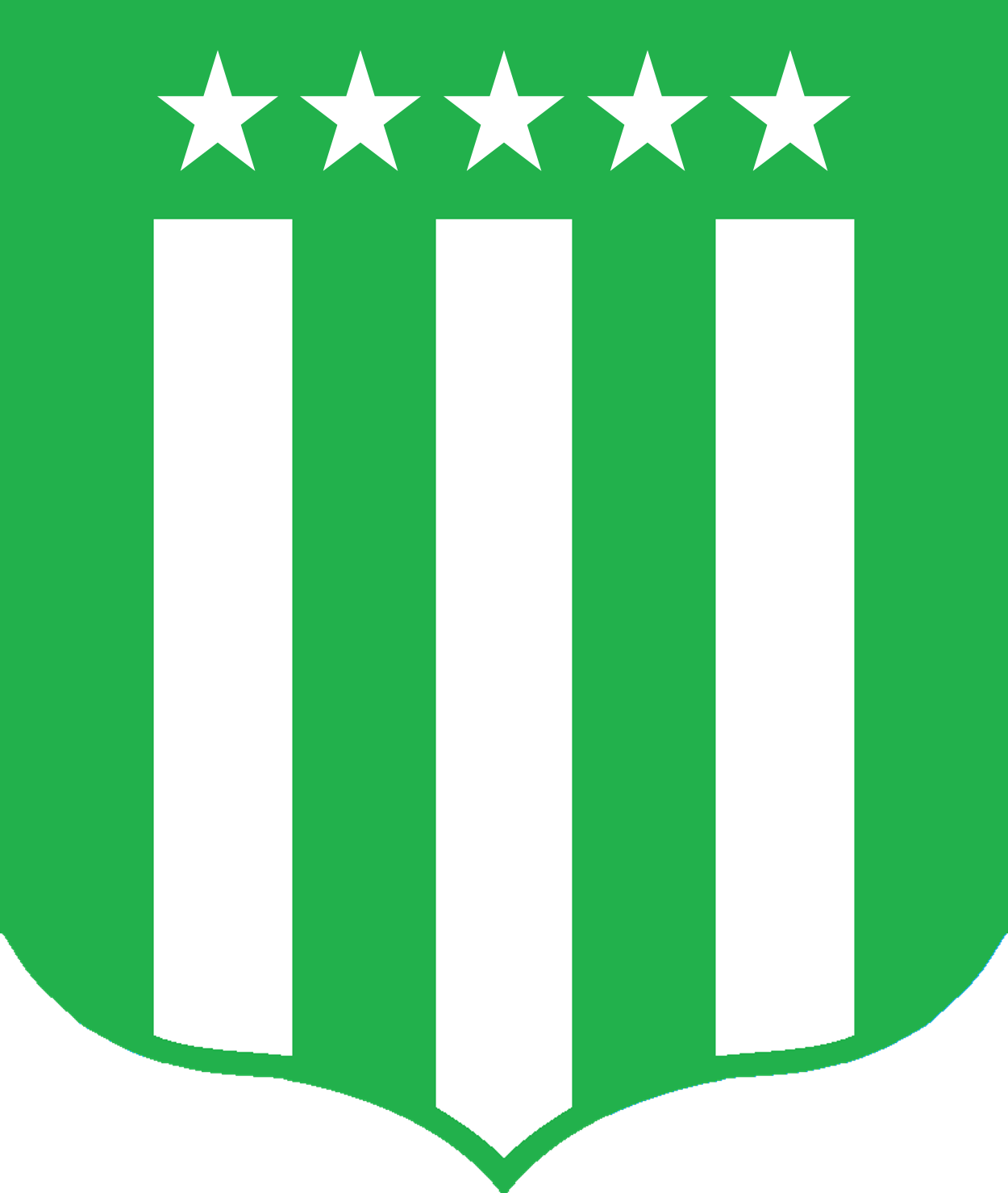
Club Social y Deportivo Estación Quequén (Torneo del Interior)

## Tabla de promedios
Para su confección se tomaron en cuenta las campañas de las últimas cuatro temporadas. Los equipos que tuvieron los dos peores promedios jugaron el Torneo Permanencia.
| Pos  | Equipo                 | Promedio | 1985 | Ap.1986 | 1986-87 | 1987-88 | Total | PJ  |
| ---- | ---------------------- | -------- | ---- | ------- | ------- | ------- | ----- | --- |
| 01.º | Talleres               | 1,267    | -    | -       | -       | 38      | 38    | 30  |
| 02.º | Almagro                | 1,234    | -    | -       | 41      | 38      | 79    | 64  |
| 03.º | Arsenal                | 1,172    | -    | -       | 44      | 31      | 75    | 64  |
| 04.º | San Miguel             | 1,129    | 49   | 16      | 40      | 35      | 140   | 124 |
| 05.º | Estudiantes            | 1,089    | 45   | 18      | 44      | 28      | 135   | 124 |
| 06.º | Deportivo Morón        | 1,073    | 37   | 19      | 41      | 36      | 133   | 124 |
| 07.º | Nueva Chicago          | 1,073    | 41   | 16      | 40      | 36      | 133   | 124 |
| 08.º | Villa Dalmine          | 1,016    | 42   | 14      | 43      | 27      | 126   | 124 |
| 09.º | Atlanta                | 1,028    | 47   | 19      | 30      | 29      | 125   | 124 |
| 10.º | Deportivo Merlo        | 0,922    | -    | -       | 32      | 27      | 59    | 64  |
| 11.º | All Boys               | 0,919    | 40   | 15      | 31      | 28      | 114   | 124 |
| 12.º | El Porvenir            | 0,919    | 35   | 17      | 31      | 31      | 114   | 124 |
| 13.º | Defensores de Belgrano | 0,895    | 46   | 14      | 30      | 21      | 111   | 124 |
| 14.º | Deportivo Laferrere    | 0,800    | -    | -       | -       | 24      | 24    | 30  |
| 15.º | Berazategui            | 0,797    | -    | -       | 26      | 25      | 51    | 64  |
| 16.º | Argentino (R)          | 0,726    | 34   | 8       | 22      | 26      | 90    | 124 |

|  |

|  |                                |
|  | Jugaron el Torneo Permanencia. |

## Torneo Permanencia
Había previsto dos descensos, por promedio de puntos a la Primera C que hubieran correspondido a Argentino de Rosario y Berazategui, pero debido a que luego de efectuados los ascensos y descensos hubieran quedado solo 15 equipos en la categoría se jugó un torneo cuadrangular entre estos dos equipos y los dos mejor ubicados en la temporada de Primera C que no hubieran conseguido el ascenso a la Primera B para que haya un solo descenso y el número de equipos participantes se mantenga en 16. De esta manera, el ganador del torneo disputaría la siguiente temporada en la Primera B Metropolitana mientras que los perdedores lo harían en la Primera C.
| Semifinales          | Semifinales     | Semifinales          | Semifinales          | Semifinales         | Semifinales     | Semifinales     | Semifinales     | Semifinales     | Semifinales     | Semifinales     | Semifinales     |
| Partidos de ida      | Partidos de ida | Partidos de ida      | Partidos de ida      | Partidos de ida     | Partidos de ida | Partidos de ida | Partidos de ida | Partidos de ida | Partidos de ida | Partidos de ida | Partidos de ida |
| Equipo 1             | Resultado       | Equipo 2             | Estadio              | Fecha               |                 |                 |                 |                 |                 |                 |                 |
| -------------------- | --------------- | -------------------- | -------------------- | ------------------- | --------------- | --------------- | --------------- | --------------- | --------------- | --------------- | --------------- |
| Argentino de Rosario | 1 - 0           | Excursionistas       | El Coloso del Parque | 12 de junio de 1988 |                 |                 |                 |                 |                 |                 |                 |
| Colegiales           | 1 - 1           | Berazategui          | Juan Pasquale        | 12 de junio de 1988 |                 |                 |                 |                 |                 |                 |                 |
| Partidos de vuelta   |                 |                      |                      |                     |                 |                 |                 |                 |                 |                 |                 |
| Equipo 1             | Resultado       | Equipo 2             | Estadio              | Fecha               |                 |                 |                 |                 |                 |                 |                 |
| Excursionistas       | 1 - 2           | Argentino de Rosario | Juan Pasquale        | 19 de junio de 1988 |                 |                 |                 |                 |                 |                 |                 |
| Berazategui          | 2 - 5           | Colegiales           | Norberto Tomaghello  | 19 de junio de 1988 |                 |                 |                 |                 |                 |                 |                 |

| Colegiales                                                                                          | 0 - 3 | Argentino de Rosario | Juan Pasquale | 26 de junio de 1988 |
| Argentino de Rosario                                                                                | 0 - 1 | Colegiales           | Club Somisa   | 2 de julio de 1988  |
| Argentino de Rosario permaneció en la categoría, mientras que Berazategui descendió a la Primera C. |       |                      |               |                     |